# Cirrhilabrus earlei
Cirrhilabrus earlei là một loài cá biển thuộc chi Cirrhilabrus trong họ Cá bàng chài. Loài này được mô tả lần đầu tiên vào năm 2001.

## Từ nguyên
Loài này được đặt theo tên của John L. Earle, nhà ngư học, đồng thời là một thành viên của hội Thám hiểm Đại dương, người đã thu thập mẫu định danh của loài cá này.

## Phạm vi phân bố và môi trường sống
C. earlei ban đầu chỉ được ghi nhận tại Palau, nhưng sau đó đã được biết đến thêm tại Liên bang Micronesia và đảo Kwajalein (quần đảo Marshall). C. earlei sống gần các rạn san hô trên nền cát và đá vụn ở độ sâu khoảng 55–92 m.

## Mô tả
Chiều dài lớn nhất được ghi nhận ở C. earlei là 14 cm. Cá cái có kiểu màu khá giống với cá đực, nhưng kém hơn về độ tươi sáng. Vây đuôi bo tròn ở những cá thể chưa trưởng thành, hình mũi giáo ở cá đực đã lớn. Mống mắt có màu vàng cam với vòng tím quanh đồng tử.
C. earlei có màu hồng ửng đỏ. Hai bên thân có các dải sọc ngang đặc trưng với màu tím sẫm. Một dải sọc màu hồng tím sẫm chạy dọc theo sống lưng và băng qua mắt; một vệt sọc ngắn hơn có màu tương tự ở hàm dưới uốn cong ngược lên nắp mang. Nắp mang có màu hổ phách. Vây lưng, vây bụng và vây hậu môn trong mờ, có màu tím nhạt ở cá đực chưa trưởng thành và cá cái.
Cá đực trưởng thành có màu cam ở vây lưng, vây đuôi và vây hậu môn; các tia vây sẫm màu tím hơn, tương phản với màng vây. Vây đuôi có màu đỏ tía với các sọc chéo màu xanh lam. Vây bụng màu vàng với các tia vây màu đỏ.
Cá đực mùa giao phối có vây bụng và vây hậu môn chuyển sang màu cam sẫm, phần thân chuyển sang màu đỏ tía sẫm. Vây lưng trắng hơn ở nửa trước và một đốm đen nổi bật xuất hiện ở hai tia gai đầu tiên.
Số gai ở vây lưng: 11; Số tia vây ở vây lưng: 9; Số gai ở vây hậu môn: 3; Số tia vây ở vây hậu môn: 9; Số tia vây ở vây ngực: 15; Số gai ở vây bụng: 1; Số tia vây ở vây bụng: 5.

## Phân loại học
C. earlei thuộc nhóm phức hợp loài Cirrhilabrus jordani cùng với những loài khác là Cirrhilabrus shutmani, Cirrhilabrus claire, Cirrhilabrus lanceolatus, Cirrhilabrus roseafascia, Cirrhilabrus sanguineus, Cirrhilabrus blatteus, Cirrhilabrus wakanda và Cirrhilabrus rubrisquamis.

## Thương mại
C. earlei được thu thập trong ngành buôn bán cá cảnh.